# Акпатерський сільський округ
Акпате́рський сільський округ (каз. Ақпатер ауылдық округі, рос. Акпатерский сельский округ) — адміністративна одиниця у складі Казталовського району Західноказахстанської області Казахстану. Адміністративний центр — село Акпатер.
Населення — 1057 осіб (2021; 1258 у 2009, 1626 у 1999, 1689 у 1989) колишнього Фурмановського району.
Станом на 1989 рік існувала Червонопартизанська сільська рада (села Кішкенешал, Малий Талдикудук, Порт-Артур). Село Кішкенешал було ліквідовано 2018 року.

## Склад
До складу округу входять такі населені пункти:
| Населений пункт         | Старі назви      | Населення, осіб (1989) | Населення, осіб (1999) | Населення, осіб (2009) | Населення, осіб (2021) |
| ----------------------- | ---------------- | ---------------------- | ---------------------- | ---------------------- | ---------------------- |
| Акпатер, село           | Порт-Артур       | 1085                   | 1220                   | 1077                   | 1005                   |
| Кішкенеталдикудук, село | Малий Талдикудук | 337                    | 237                    | 117                    | 52                     |
| Кішкенешал, село        | -                | 267                    | 169                    | 64                     | -                      |